# Joanne Hill
Joanne Kay Hill (nacida el 19 de junio de 1973 en Murray Bridge, Australia) es una exjugadora de baloncesto australiana. Consiguió 2 medallas en competiciones internacionales con Australia.